# Демократическая партия Островов Кука
Демократическая партия Островов Кука (также известная в прошлом под названием Партия демократического альянса) — либеральная политическая партия на Островах Кука. Одна из главных политических сил страны.
Партия была основана в 1971 году Томом Дэвисом, и была партией, оппозиционной Партии Островов Кука Альберта Генри. В 1978 году Демократическая партия впервые выиграла парламентские выборы, а её лидер Дэвис стал премьер-министром Островов Кука (оставался им с 1978 по 1987 год с небольшим перерывом в 1983 году, когда Партия Островов Кука ненадолго вернулась к власти). Партия оставалась главной политической силой страны вплоть до 1989 года. В конце 1990-х годов Демократическая партия переживала упадок: в 1994 году отколовшаяся от неё фракция во главе с Норманом Джорджем создала Партию Нового альянса, после чего сама партия была переименована в Партию демократического альянса. Но несмотря на это, на парламентских выборах 1999 года она набрала наибольшее количество голосов, получив 11 из 25 мест в парламенте. Чтобы противостоять ей, Партия нового альянса создала коалиционное правительство с Партией Островов Кука, которое впоследствии распалось, а Партия нового альянса создала коалицию с прежними однопартийцами (благодаря чему их лидер, Терепаи Маоате, занял пост премьер-министра). В этом же году Партия демократического альянса и Партия нового альянса воссоединились под прежним названием Демократическая партия Островов Кука.
В 2002 году Маоате был смещён с должности в результате вынесения вотума недоверия, его место занял Роберт Вунтон также из Демократической партии.
На парламентских выборах 2004 года Демократическая партия набрала 47,2 % голосов и 12 из 24 мест в парламенте. Несмотря на ожидания Роберт Вунтон не сохранил за собой пост премьер-министра, его занял Джим Марураи, новый лидер демократов. Однако уже в 2005 году Марураи ушёл из Демократической партии, основав свою партию — Первую партию Островов Кука. Благодаря созданию коалиционного правительства с Партией Островов Кука он сохранил за собой пост премьер-министра страны (правда, позже Марураи снова объединился с демократами). После ухода Марураи из Демократической партии новым лидером стал Терепаи Маоате.
На парламентских выборах в сентябре 2006 года Демократическая партия снова одержала победу, получив 15 из 24 мест в парламенте.